# トランステック
株式会社トランステックは、東京都台東区に位置する運送会社。

## 概要
東京都を中心に運送サービスをする会社であり、また、フィリピンへの国際物流サービスも行っている（バリックバヤン）。また、フィリピンのマニラにもオフィスを置いている。

## 沿革
- 1996年
  - 8月9日 - 有限会社アイ・ティー・ジー　設立
  - 10月1日 - バイクでの運送サービスを開始
- 1997年 - 軽自動車での運送サービスを開始
- 2000年
  - 8月12日 - 江東区新木場に本社を移転
  - 10月1日 - 株式会社トランステックに社名変更
- 2003年　
  - 2月1日 - フィリピン　メトロマニラマカティー市に支社を置く
  - 3月1日 - フィリピン向け国際運送サービスを開始
- 2004年 - 運送用トラックを導入